# Johanna Stuten-te Gempt
Johanna Stuten-te Gempt (Batenburg, 19 april 1829 – Ammerstol, 26 september 1898) was een Nederlandse activist voor de rechten van psychiatrische patiënten.

## Leven en werk
Johanna te Gempt werd in 1829 in Batenburg geboren als dochter van de hervormde predikant Bernard te Gempt en Helena Johanna Blom. Zij trouwde op 24 maart 1853 in Wijchen met de rijksontvanger Arnold Anthonie Azweer Stuten. Na het overlijden van haar man in april 1889 raakte te Gempt in een depressie. Zij werd tweemaal opgenomen in het krankzinnigengesticht Slijkeinde in Den Haag. Over de mensonterende behandeling die daarop volgde publiceerde zij in 1892 haar ervaringen. Haar publicaties veroorzaakten veel publiciteit en zorgden voor de nodige ophef. Te Gempt was een van de eerste patiënten die de schrijnende toestanden in de toenmalige krankzinnigengestichten aan de kaak stelde. Als gevolg van haar publicaties werden de verantwoordelijke geneesheer, de directeur en bestuurders van het gesticht ontslagen. Ook leidden haar publicaties tot een onderzoek door de staatsinspectie voor krankzinnigenhuizen. Als gevolg van dit onderzoek werd onbekwaam personeel vervangen door gediplomeerde medewerkers en werd het gebouw geheel gemoderniseerd.
De acties van Stuten-te Gempt, die geleid hebben tot een verbetering van de toenmalige geestelijke gezondheidszorg, werden en worden gezien als een mijlpaal in de geschiedenis van de Nederlandse psychiatrie.
Stuten-te Gempt overleed in 1898 op 69-jarige leeftijd ten huize van haar broer, de predikant Salomon te Gempt, in Ammerstol.

## Bibliografie

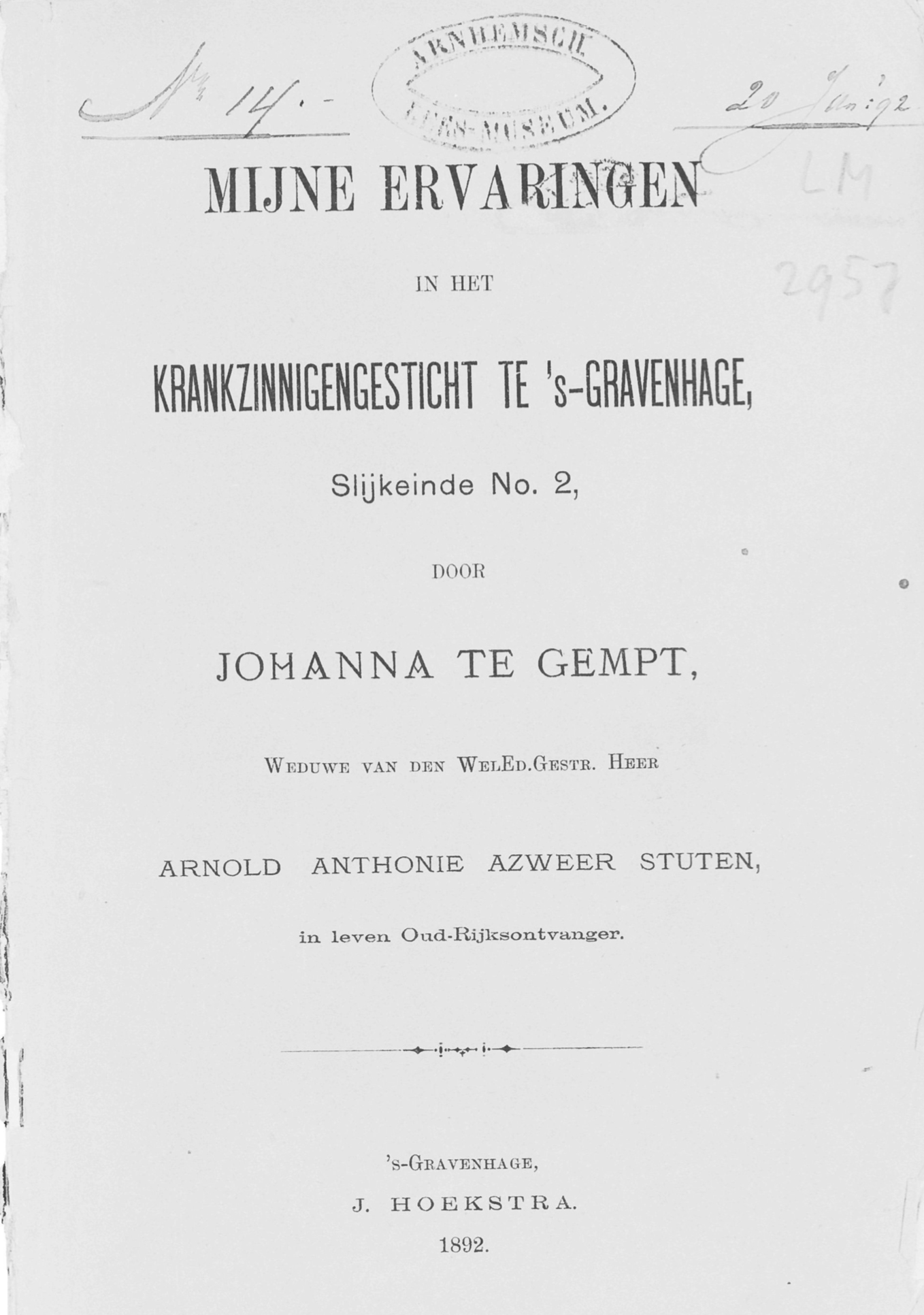
Titelpagina "Mijne ervaringen in het krankzinnigengesticht te 's-Gravenhage" (1892)